# The Gray Man
Pour plus de détails, voir Fiche technique et Distribution.
The Gray Man, ou L'Homme gris au Québec, est un film américain réalisé par Anthony et Joe Russo et sorti en 2022. Il s'agit de l'adaptation du roman du même nom de Mark Greaney (en), publié en 2009.
Le film connait une sortie limitée en salles dans certains pays avant sa diffusion mondiale sur Netflix. Il s'agit par ailleurs du film le plus cher produit pour la plateforme.

## Synopsis
En 2003, Court Gentry, alors incarcéré dans une prison de Floride, est recruté par Donald Fitzroy de la CIA pour faire partie du programme Sierra, sous le nom de code Sierra Six. Il s'agit d'une équipe de criminels travaillant comme tueurs pour des opérations secrètes du gouvernement.
Dix-huit ans plus tard, Court est devenu un tueur réputé. Il participe à une mission à Bangkok pour l'Agence, sous les ordres de Denny Carmichael. Après avoir découvert des informations sensibles auprès d'un autre agent Sierra, Court va à son tour se retrouver la cible de son employeur, qui veut récuperer ces informations gênantes montrant que Carmichael agit en toute impunité et sans garde-fous au sein de la CIA. Celui-ci n'hésite pas à faire pression sur ses subalternes pour arriver à ses fins et impose pour traquer Sierra Six un ancien agent réformé. Lloyd Hansen, tueur sociopathe devenu patron d'une agence parallèle, excité par le défi, est bien décidé à éliminer sa cible. Pour atteindre Court, il va faire chanter Fotzroy en kidnappant sa nièce Claire, pour l'obliger à faire tuer Court par ses équipes. Mais ce dernier va en réchapper, puis va partir à la recherche de Claire tout en cherchant à échapper aux équipes de tueurs à sa poursuite dans le monde entier.

## Fiche technique
Sauf indication contraire, les informations mentionnées dans cette section peuvent être confirmées par la base de données cinématographiques IMDb,  présente dans la section « Liens externes ».
- Titre original et français : The Gray Man
- Titre québécois : L'Homme gris
- Réalisation : Anthony et Joe Russo
- Scénario : Christopher Markus, Stephen McFeely et Joe Russo, d'après le roman The Gray Man (2009) de Mark Greaney
- Musique : Henry Jackman
- Direction artistique : Tim Browning, Neal Callow, Gonnot Greene Charlotte, Tom Frohling, Pavel Krejci, Lauren Rosenbloom, Dan Sucharipa et Eric Sundahl
- Décors : Dennis Gassner et Chris Lowe
- Costumes : Judianna Makovsky
- Photographie : Stephen F. Windon
- Montage : Christopher Rouse
- Production : Chris Castaldi, Jeff Kirschenbaum, Mike Larocca, Palak Patel, Joe Roth, Anthony et Joe Russo
  - Coproduction : Joseph J. Micucci, David Minkowski, Matthew Stillman et Anthony J. Vorhies
  - Production déléguée : Jake Aust, Geoffrey Haley, Christopher Markus, Stephen McFeely, Patrick Newall et Zacck Roth
  - Production exécutive : Benoît Jaubert
- Sociétés de production : AGBO Studios, Netflix, Roth/Kirschenbaum Films et Stillking Films
- Société de distribution : Netflix
- Budget : 200 millions de dollars[1]
- Pays de production :  États-Unis
- Langue originale : anglais
- Format : couleur
- Genre : action, thriller
- Durée : 129 minutes
- Dates de sortie[2] : 
  - États-Unis : 15 juillet 2022 (sortie limitée en salles)
  - Monde : 22 juillet 2022 (sur Netflix)
- Classification[3] :
  - États-Unis : PG-13
  - France : recommandé pour les 13 ans et plus (Netflix)

## Distribution
- Ryan Gosling (VF : Julien Allouf) : Court Gentry alias « Sierra Six »
- Ana de Armas (VF : Daniela Labbé Cabrera) : Daniella « Dani » Miranda
- Chris Evans (VF : Alexandre Gillet) : Lloyd Hansen
- Regé-Jean Page (VF : Eilias Changuel) : Denny Carmichael
- Jessica Henwick (VF : Ingrid Donnadieu) : Suzanne Brewer
- Billy Bob Thornton (VF : Gérard Darier) : Donald Fitzroy
- Julia Butters (VF : Jaynélia Coadou) : Claire Fitzroy
- Alfre Woodard (VF : Maïk Darah) : Margaret Cahill
- Dhanush (VF : Nessym Guetat) : Avik San
- Wagner Moura (VF : Marc Arnaud) : Laszlo Sosa
- Shea Whigham : le père de Sierra Six
- DeObia Oparei (VF : Gunther Germain) : Dulin
- Robert Kazinsky : Perini
- Callan Mulvey : Sierra Four
- Eme Ikwuakor : Barnes
- Cameron Crovetti : Court Gentry, jeune
- Jimmy Jean-Louis : Alex Dumas
- Joe Russo : un homme à l'interrogatoire (caméo non crédité)

## Production

### Genèse et développement
Le projet d'adaptation du roman de Mark Greaney est évoqué dès janvier 2011, produit par New Regency, avec James Gray comme réalisateur et Adam Cozad (en) comme scénariste. Brad Pitt devait alors tenir le rôle principal, jusqu'au départ de James Gray en octobre 2015. Il est ensuite prévu de féminiser le personnage principal, prévu pour Charlize Theron. Le projet est alors repris par Sony Pictures, avec Anthony et Joe Russo comme scénaristes,.
Le projet n'est plus évoqué jusqu'en juillet 2020. Il est alors précisé que les frères Russo réaliseront le film avec un scénario signé par l'un d'eux (Joe) et par Christopher Markus et Stephen McFeely. Le projet est alors repris par Netflix, qui espère développer une nouvelle franchise. Ryan Gosling et Chris Evans sont ensuite annoncés dans les rôles principaux.
En décembre 2020, Ana de Armas, Jessica Henwick, Wagner Moura, Dhanush ou encore Julia Butters rejoignent la distribution,. En mars 2021, Regé-Jean Page, Billy Bob Thornton, Alfre Woodard, Eme Ikwuakor et Scott Haze sont annoncés,. Michael Gandolfini rejoint ensuite le film. En mai 2021, l'acteur britannique DeObia Oparei rejoint également le film.
Initialement annoncés dans le film, Scott Haze, Michael Gandolfini et Sam Lerner ont finalement été coupés au montage.

### Tournage
Le tournage devait initialement débuter en janvier 2021 à Long Beach,, mais est finalement repoussé à mars,. Les prises de vues ont lieu en Europe, notamment à Prague et au château de Chantilly dans l'Oise,,. Le tournage s'achève le 31 juillet 2021.

## Sortie et accueil
The Gray Man connait une sortie limitée le 15 juillet 2022 dans les salles de certains pays, comme les États-Unis. Il est ensuite diffusé à plus grande échelle sur Netflix dès le 22 juillet suivant.
Il reçoit des critiques plutôt mitigées dans la presse américaine. Sur l'agrégateur américain Rotten Tomatoes, il récolte 49 % d'opinions favorables pour 160 critiques et une note moyenne de 5,7⁄10. Le consensus suivant résume les critiques compilées par le site : « The Grey Man a le contour étoilé d'un thriller d'action divertissant, mais il est rempli des restes tièdes de bien meilleurs films ». Sur Metacritic, il obtient une note moyenne de 51⁄100 pour 50 critiques. En France, le film obtient une note moyenne de 2,7⁄5 sur le site AlloCiné, à partir de l'interprétation de 7 critiques de presse rencensées.